# Castillo de Davalillo
Castillo de Davalillo är ett slott i Spanien.   Det ligger i provinsen Provincia de La Rioja och regionen La Rioja, i den norra delen av landet, 250 km norr om huvudstaden Madrid. Castillo de Davalillo ligger 528 meter över havet.
Terrängen runt Castillo de Davalillo är varierad. Runt Castillo de Davalillo är det ganska glesbefolkat, med 47 invånare per kvadratkilometer. Närmaste större samhälle är Haro, 10,3 km väster om Castillo de Davalillo. Trakten runt Castillo de Davalillo består till största delen av jordbruksmark.